# Postament
Postament avser i klassisk arkitekturordning ett rektangulärt block som är del av en piedestal mellan basen och kornischen. Termen används dock oftare för avslutningen av den nedre delen av en innervägg från golvet till midjehöjd.
Termen kan även beteckna sockeln eller fotstället för en staty. I ett heraldiskt vapen avses med postament den plattform under skölden, som sköldhållarna står på.